# Danmark i olympiska sommarspelen 1972
Danmark deltog med 126 deltagare vid de olympiska sommarspelen 1972 i München. Totalt vann de en medalj och slutade på tjugofemte plats i medaljligan.

## Medaljer

### Guld
- Niels Fredborg - Cykling, sprint 1 km